# Casa Granell (carrer de Girona)
La Casa Granell és un edifici modernista situat al carrer de Girona, 122 de Barcelona, catalogat com a bé cultural d'interès local.

## Història
Va ser proejctat el 1901 com a edifici d'habitatges de renda per l'arquitecte Jeroni Ferran Granell i Manresa per a ell mateix i finalitzat el 1903. Segons sembla, Granell no fou tan sols propietari i arquitecte de l'edifici, sinó també constructor i proveïdor dels vitralls que ornen les obertures, a través de la seva empresa Rigalt i Granell.

## Arquitectura
Consta de planta baixa amb semisoterrani i entresòl, cinc pisos i terrat transitable. L'accés principal dona pas a una llarga zona de vestíbul que dona pas a l'escala de veïns i al pati posterior de l'edifici.
La façana estructura les seves obertures en quatre eixos verticals de ritme regular, formant una composició axial al voltant d'un cos central format per dos eixos de finestres aparellades i dos cossos laterals formats per una línia de balcons simples. La planta baixa, que també comprèn un semi-soterrani i l'entresòl, està configurada com un basament de pedra de Montjuïc. A l'extrem meridional de la façana hi ha l'accés principal a la finca, tancat per una porta de roure massís i una sobreporta de vitralls de colors. Les obertures d'aquest basament presenten llurs brancals, ampits i llindes envoltats per una sinuosa motllura.
A partir del primer pis, el cos central de la façana està revestit amb esgrafiats de color verd i rosa que dibuixen complexos i variats motius vegetals a base de fulles de cinc puntes. En cada pis, els balcons i les finestres aparellades que s'obren al carrer presenten llurs emmarcaments de pedra amb sinuoses decoracions motllurades a les sobreportes. Els balcons, situats en els dos cossos que flanquegen verticalment la façana, presenten llosanes rectangulars d'angles arrodonits de pedra i barana de ferro forjat. Cadascuna d'aquestes obertures presenta el seu tancaments original, consistent en finestres decorades amb vitralls i porticons de llibret de color rosa. El cornisament, consistent en una motllura doble d'obra que conté petits respiradors quadrangulars, destaca per la seva forma corba. Amb tot, aquesta façana és un compendi de diverses solucions ornamentals pròpies del modernisme d'inspiració floral i rocalla.
El vestíbul i el celobert central és l'espai que dona accés a l'immoble i en distribueix les diverses propietats horitzontals. S'hi accedeix a través del vestíbul de la porta principal, un espai allargassat de planta rectangular amb els terres de marbre i els arrimadors revestits de marbre daurat i tiges de ceràmica vidrada verda. Sobre aquests arrimadors hi ha una decoració en esgrafiat a base de sanefes florals en forma d'iris hispànics entrellaçats. Els sostres del vestíbul destaquen per la seva decoració en estuc policromat, a base d'estampats florals i rams d'iris hispànics i plomes de paó. Al fons d'aquest vestíbul hi ha l'escala que mena a l'entresòl, on es troba el celobert que conté l'escala de veïns i l'ascensor, profusament ornamentat amb esgrafiats.